# 中华民国新疆喀造饷银五钱银币

中华民国新疆喀造饷银五钱 小花版

中华民国新疆喀造饷银五钱 饷字下有横的错版

中华民国新疆喀造饷银五钱 五角星版

中华民国新疆喀造饷银五钱银币是中华民国二年（公元1913年）年到民国五年（公元1916年）由喀什噶爾道自铸的五钱银圆，是中华民国喀什官方铸造的最后一种银圆。

## 历史与形制特征
光绪三十三年（公元1907年），王树枏在新疆省迪化城外水磨沟机器局设立银圆局，开始用现代机器铸造银圆。之后宣统三年（公元1911年）开始，喀什噶爾道也开始按照迪化所铸银圆的样式开始用土法机具铸造“喀什背龙饷银”，“喀什饷银”背面铸有代表大清帝国的龙徽。即便在民国元年（公元1912年），杨增新在新疆宣布共和，新疆脱离清廷，进入中华民国时期后，这种铸有龙徽银圆依然在喀什铸造，直至民国二年（公元1913年）停铸。自民国二年背龙饷银停铸开始，喀什道开始在之前饷银的基础上，参考新疆壬子饷银，重新设计铸造新的中华民国新疆喀造饷银五钱银币。中华民国新疆喀造饷银五钱银币一直被铸造到民国五年（公元1916年）方才停铸。是中华民国喀什官方铸造的最后一种银圆。
中华民国新疆喀造饷银五钱银币是天罡银圆，是接着喀什饷银改铸而成的，依旧采取土法机器压铸而成。其面额仅有五钱一种，不过铸造数量较多，板式也较为庞杂。中华民国新疆喀造饷银五钱银币正面文字为汉文，正面正中有圆形珠圆，珠圆内有四字对读的“中华民国”，珠圆外侧上侧自右向左，逆时针方向铸有“饷银五钱”四个汉字，珠圆外侧下侧从左向右，顺时针方向铸有“新疆喀造”四个汉字。珠圆外侧左右的图案则有不同的版式，有小五角星，六瓣小花朵，带枝蔓的大花以及带底座的花束等图案。中华民国新疆喀造饷银五钱银币背面有双五色旗交叉而成的图案。旗面参考新疆壬子饷银的图案，五色旗不是横条而是竖条。银币背面主要文字为维吾尔文（察合台文，与现在的传统维吾尔文不同），背面上方的文字自上而下逐行用为جونك خا منك كوى‬（“Jong Ha Ming Koi”，“中华民国”的音译），下方维吾尔文有所不同，有شانك ين او جن‬（“Hsang Yin O Chin”，“饷银五钱”的音译），或者是شانك ين بش مثقال‬（“Hsang Yin Besh Mishkal”：“饷银”的音译，“五钱”的意译）。维吾尔文之间，嵌有阿拉伯文的小字伊斯兰历纪年，从伊斯兰历1331年到伊斯兰历1334年。有的版式还有维吾尔文间还铸有暗花。
中华民国新疆喀造饷银五钱银币的错版较多。其主要原因为地处新疆西南的喀什道距离内地理距离远，消息闭塞，凡事会参照省城迪化情形办理。所以迪化壬子饷银将五色旗铸错，喀什道也就将中华民国新疆喀造饷银五钱银币的五色旗图案铸错。除了五色旗的错版外，有的版式中，会将正面中华民国的“國”内本应该在“口”下的提，铸成在“口”上的横。也有将饷银的“餉”内“口”下加横或“口”的错版现象出现。